# Samantha Besson
Samantha Besson (* 30. März 1973 in Beirut, Libanon) ist eine schweizerisch-britische Rechtswissenschaftlerin und Hochschullehrerin an der Universität Freiburg (Schweiz) und dem Collège de France.

## Leben und Wirken
Besson studierte Schweizer Recht und Europarecht an den Universitäten Universität Freiburg (Schweiz) und Universität Wien, wo sie 1996 ihren Abschluss machte. 1998 erwarb sie am Balliol College der University of Oxford den Titel Magister iuris in europäischem und vergleichendem Recht. Bereits 1994 hatte sie an der Universität Freiburg eine Tätigkeit als wissenschaftliche Assistentin; 1999 wurde sie dort mit der Schrift L'égalité horizontale: l'égalité de traitement entre particuliers. Des fondements théoriques en droit privé suisse (deutsch: Horizontale Gleichheit: Die Gleichbehandlung zwischen Privatpersonen. Theoretische Grundlagen im Schweizer Privatrecht) zur Dr. iur. promoviert. Anschließend war sie Postdoktorandin an der Universität Freiburg tätig, hielt sich aber gefördert vom Schweizerischen Nationalfonds (SNF) hauptsächlich zu Forschungsaufenthalten an der Columbia University und der University of Oxford auf und erhielt 2001 ein Fellowship am Queen’s College der University of Oxford. 2004 kehrte sie als außerordentliche Forschungsprofessorin an die Universität Freiburg zurück, wiederum finanziert vom SNF für ihr Projekt „Philosophy of European Law (PEOPEL)“. Im selben Jahr habilitierte sie sich an der Universität Bern für die Fächer Rechtstheorie und Schweizer, vergleichendes, europäisches und internationales Verfassungsrecht.
2005 wurde ihr eine ordentliche Professur und der Lehrstuhl für öffentliches Völkerrecht und Europarecht übertragen. Daneben unterrichtete sie seitdem als Dozentin und Gastprofessorin an den Universitäten Oxford, Genf, Zürich, Duke, Lausanne, Lissabon und Harvard. Zudem hielt sie zwischen 2009 und 2020 verschiedene Kurse an der Haager Akademie für Völkerrecht. Zwischen 2011 und 2012 war Besson außerdem Fellow am Wissenschaftskolleg zu Berlin. 2017 wurde sie in die Schweizerische Akademie der Geistes- und Sozialwissenschaften aufgenommen. 2019 wurde sie zur Inhaberin des ständigen Lehrstuhls Droit international des institutions am Collège de France in Paris gewählt. Ihre Professur in Freiburg behielt sie dabei in Teilzeit bei.

## Forschungsschwerpunkte
Bessons Forschungsschwerpunkte liegen an der Schnittstelle zwischen öffentlichem Völkerrecht, öffentlichem Recht der Europäischen Union und Rechtsphilosophie. Hierbei wiederum liegt ihr Hauptaugenmerk auf dem internationalen und europäischen Recht der Menschenrechte und der Theorie der Menschenrechte, den Quellen des internationalen und europäischen Rechts, dem internationalen und europäischen Haftungsrecht, dem vergleichenden Völkerrecht, dem schweizerischen und europäischen Außenbeziehungsrecht sowie auf der Demokratietheorie. Neben zahlreichen Veröffentlichungen in französischer Sprache, darunter unter anderem drei Lehrbücher zum schweizerischen Öffentlichen Recht und Völkerrecht und eine Sammlung internationaler Verträge, publiziert sie auch in englischer Sprache, in der eine rechtstheoretische Monographie von ihr vorliegt.